# Mnemosyne (software)
Mnemosyne (nome da deusa grega da memória, Mnemosyne) é um programa de repetição postergada desenvolvido de 2003 até os dias de hoje.

## Recursos
- O algoritmo de postergação é baseado em uma versão inicial do algorítimo SuperMemo, SM-2[1], com algumas modificações que trabalham com as primeiras e as últimas repetições.[2]
- Suporta imagens, sons, HTML, Flash e LaTeX
- Portável (pode ser instalado em um pen drive)
- Categorização de cartas
- Estatísticas de progresso
- Armazena dados (representada como baralhos de cartas onde cada uma tem um lado com uma pergunta e outro com uma resposta) em arquivos de banco de dados ".mem", que são interoperáveis com alguns outros aplicativos de repetição postergada
- Suporte a Plugins e a JavaScript

## Implementação do software
O Mnemosyne é escrito em Python, o que permite a sua utilização no Microsoft Windows, no Linux e no Mac OS X. Os usuários do software geralmente fazem seus próprios bancos de dados, apesar de bancos de dados pré-fabricados do Mnemosyne estarem disponíveis. É possível importar coleções e arquivos texto do SuperMemo.
A cada dia o programa exibe as cartas que são programadas para repetição. O usuário classifica sua recordação da resposta da carta em uma escala de 0 a 5. O software programa a próxima repetição da carta de acordo com a avaliação do usuário daquela carta em particular e do banco de dados de cartas como um todo. Isso produz um processo de revisão ativo, ao invés de passivo.

## Pesquisa
O Mnemosyne voluntariamente coleta dados de seus usuários. Esses dados são disponibilizados pelo autor, Peter Bienstman, a pedido ou via BitTorrent, e é um projeto de pesquisa em memória de longo prazo.